# Oxysarcodexia pallisteri
Oxysarcodexia pallisteri är en tvåvingeart som beskrevs av Carroll William Dodge 1966. Oxysarcodexia pallisteri ingår i släktet Oxysarcodexia och familjen köttflugor.
Artens utbredningsområde är Peru. Inga underarter finns listade i Catalogue of Life.